# Horná Mičiná
Horná Mičiná es un municipio del distrito de Banská Bystrica en la región de Banská Bystrica, Eslovaquia, con una población estimada a final del año 2024 de 698 habitantes.
Se encuentra ubicado en la zona centro-norte de la región, cerca del río Hron —un afluente izquierdo del Danubio— y de la frontera con la región de Žilina.

## Demografía
| Año        | 1994 | 2004    | 2014     | 2024     |
| ---------- | ---- | ------- | -------- | -------- |
| Población  | 475  | 467     | 607      | 698      |
| Diferencia |      | −1,68 % | +29,97 % | +14,99 % |

| Año        | 2023 | 2024    |
| ---------- | ---- | ------- |
| Población  | 690  | 698     |
| Diferencia |      | +1,15 % |